# Побідит

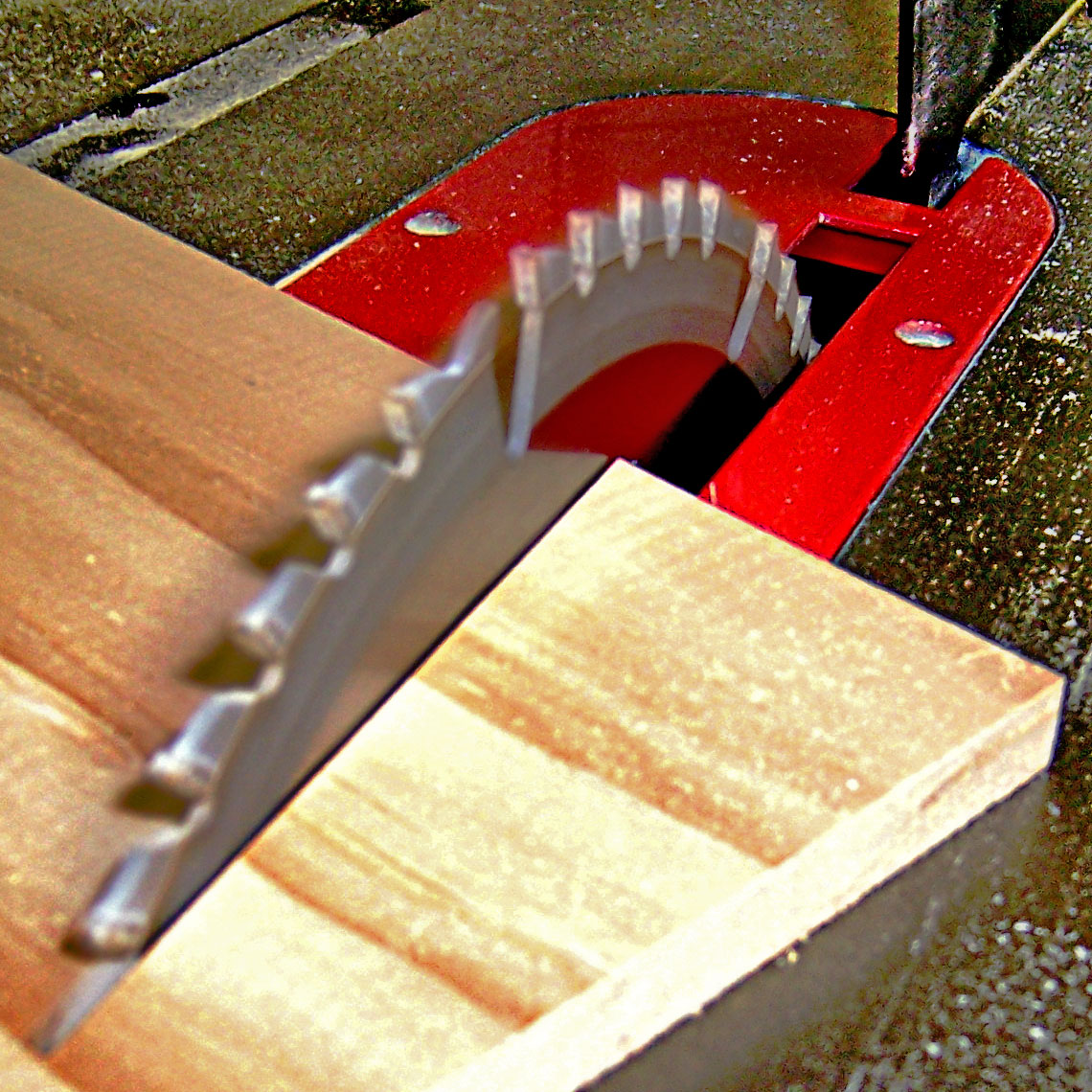
Дискова пила з побідитовими напайками

Побіди́т (від рос. победа) — простонародна назва кількох речовин:
1. Порошковий твердий сплав з монокарбіду вольфраму (90 %) як основної фази та кобальту (10 %) з домішками вуглецю як опорної основи. Назву «побідит» іноді поширюють на інші вольфрам-кобальтові тверді сплави. За твердістю практично дорівнює алмазу (80 - 90 одиниць за шкалою Роквела). Створено в СРСР у 1929-му із застосуванням методів порошкової металургії. Використовують для виготовлення різальних поверхонь інструментів для руйнування породи (бур), свердління, пиляння.
2. Аміачно-селітрова запобіжна ВР з малим вмістом нітроефірів (4-10 %). Має вигляд ледь масного світло-сірого порошку.